# The American Journal of Surgical Pathology
The American Journal of Surgical Pathology, abgekürzt Am. J. Surg. Pathol., ist eine wissenschaftliche Fachzeitschrift, die vom Lippincott Williams&Wilkins-Verlag veröffentlicht wird. Die Zeitschrift ist das offizielle Publikationsorgan der Arthur Purdy Stout Society of Surgical Pathologists und der Gastrointestinal Pathology Society und erscheint mit zwölf Ausgaben im Jahr. Es werden Arbeiten veröffentlicht, die sich mit allen Aspekten der chirurgischen Pathologie beschäftigen.
Der Impact Factor lag im Jahr 2014 bei 5,145. Nach der Statistik des ISI Web of Knowledge wird das Journal mit diesem Impact Factor in der Kategorie Chirurgie an siebenter Stelle von 198 Zeitschriften und in der Kategorie Pathologie an sechster Stelle von 75 Zeitschriften geführt.